# Сэлинджер, Пьер
Пьер Сэ́линджер (англ. Pierre Emil George Salinger; 14 июня 1925, Сан-Франциско, штат Калифорния, США — 16 октября 2004, Кавайон, Франция) — американский журналист, писатель, политик, пресс-секретарь Дж. Ф. Кеннеди и Л. Джонсона.
Родился в семье еврея и француженки. Окончил Сан-Францисский университет (бакалавр, 1947).
Работал репортёром в «Сан-Франциско Хроникл» и журнале «Collier's».
В 1961—1964 годах пресс-секретарь Белого дома.
В 1964 году сенатор-демократ США от штата Калифорния.
Работал в «ABC».
Кавалер ордена Почётного легиона (Франция, 1978).